# Socket A
Socket A (также известный как Socket 462) — представленный в 2000 году разъём процессора для процессоров AMD, от Athlon Thunderbird до Athlon XP/MP 3200+ и для бюджетных Duron и Sempron, также может использоваться с Geode NX. 
Конструктивно выполнен в виде ZIF-разъёма с 453 рабочими контактами (9 из 462 контактов заблокированы, но, тем не менее, в названии фигурирует число 462). 
Частота системной шины для AMD Athlon XP и Sempron составляет 100, 133, 166 и 200 МГц.

## Технические спецификации

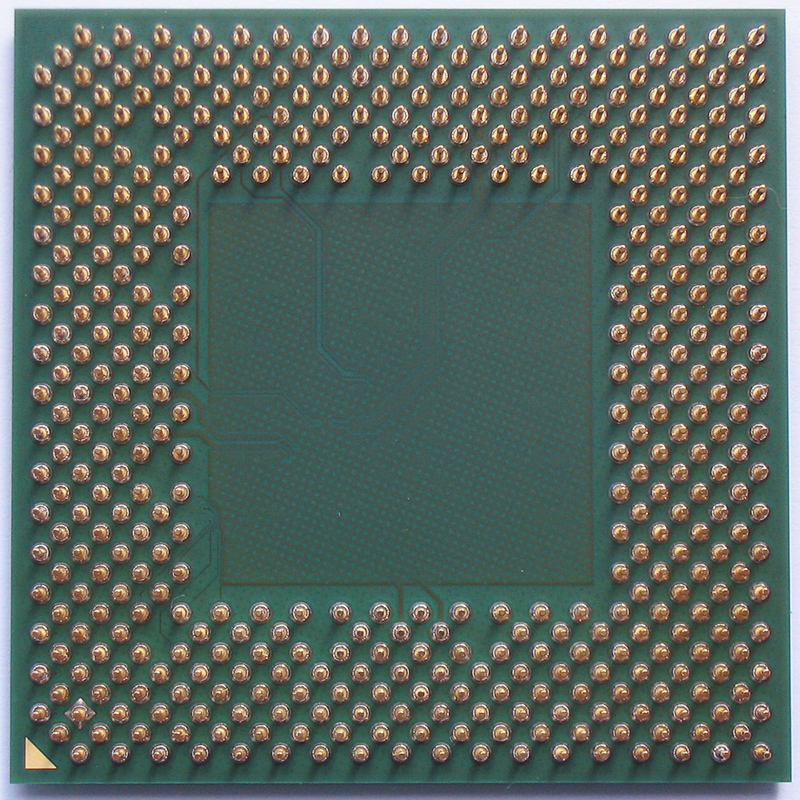
AMD Sempron 2200 (1500 МГц) вид со стороны контактов

- Поддерживаются процессоры с частотой от 600 МГц (Duron) до 2333 MHz (Athlon XP 3200+[1]).
- Удвоение частоты рабочей шины (данные передаются по обоим фронтам тактовых импульсов) 100, 133, 166 и 200 МГц для процессоров Duron, Athlon XP и Sempron, используется шина DEC Alpha EV6.

## Ограничения на максимальные механические нагрузки Socket A
Все используемые процессоры для данного сокета имеют ограничение на максимальные механические нагрузки (приведены ниже в таблице). При несоблюдении данных нормативов возможны механические повреждения и выход системы из строя.
| Положение   | Динамические нагрузки | Статические нагрузки |
| ----------- | --------------------- | -------------------- |
| Поверхность | 445 H                 | 133 H                |
| Края        | 44 H                  | 44 H                 |

Приведённые здесь ограничения являются гораздо более строгими, по сравнению с подобными ограничениями для процессоров сокета Socket 478. Большинство процессоров для Socket A не имеют защитного металлического корпуса, поэтому очень велика вероятность механического повреждения кристалла процессора при установке/снятии процессорного кулера. Особую осторожность нужно проявлять при использовании нестандартных, самодельных и не рекомендованных AMD для использования систем охлаждения.

## Чипсеты для Socket A
Основными чипсетами для Socket A являлись:

| - AMD750 - AMD760 | - VIA KT133 - VIA KT266 - VIA KT333 - VIA KT400 - VIA KT600 - VIA KT800 - VIA KT880 | - nForce2 | - SiS 741GX + 963L - SiS 746FX |